# Derrick Rose
Derrick Martell Rose (Chicago, 4 ottobre 1988) è un ex cestista statunitense, professionista nella NBA.
Nella sua stagione d'esordio ha vinto il premio di matricola dell'anno e nel 2011, a 22 anni, ha ricevuto il titolo di MVP, che lo rende il più giovane detentore del titolo della storia. Considerato in giovane età un astro nascente del basket mondiale, nel prosieguo della sua carriera è stato limitato da gravi infortuni. Il 4 gennaio 2025 i Chicago Bulls hanno annunciato la decisione di ritirare la sua maglia #1.

## Biografia
Derrick Martell Rose nasce il 4 ottobre 1988 nel sud di Chicago, Illinois. Fin dalla tenera età si appassiona al basket e comincia a tifare per i Chicago Bulls di Michael Jordan. È il più piccolo di quattro fratelli (Dwayne, Reggie e Allan), con i quali, sin da bambino, gioca continuamente a pallacanestro affinando così le proprie abilità nel palleggio e divenendo sostanzialmente ambidestro. Da piccolo, la nonna gli diede un soprannome, Poohoudini, composto da Pooh, dato il suo colorito giallastro, e Houdini, per il fatto che era capace di far scomparire e riapparire la palla. Questo soprannome lo accompagnerà per parte della sua carriera giovanile.

## Caratteristiche tecniche
All'apice della sua carriera, le caratteristiche principali di Rose erano la grande velocità di movimento e l'esplosività, che lo rendevano particolarmente pericoloso nelle penetrazioni; inoltre, era in possesso di un'ottima elevazione e potenza fisica (le quali lo stimolavano sempre ad arrivare al canestro, certe volte concludendo l'azione con notevoli schiacciate), oltre che rapidità e lucidità. Nella parte più matura della sua carriera, a seguito degli infortuni subiti, si è concentrato sull'affinamento dei fondamentali al tiro, migliorando il tiro dalla media (con ricorrente utilizzo del floater) e il tiro da tre punti.

## Carriera

### High school
Derrick si iscrisse nel 2004 alla Simeon Career Academy. In onore di Ben "Benji" Wilson, un ex giocatore molto promettente che fu assassinato da una banda nel 1984, decise di indossare la casacca numero 25. Nella sua stagione da matricola fece registrare una media di 18,5 punti, 6,6 assist, 4,7 rimbalzi e 2,1 rubate a partita. Durante la sua seconda stagione guidò il Wolverines a un record di 30 vittorie e 5 sconfitte, incrementando la sua medie a 19,8 punti, 5,1 rimbalzi, 8,3 assist e 2,4 rubate. Nei due anni successivi vinse due campionati "Chicago Public League". La Simeon divenne la prima squadra a conquistare due titoli consecutivi. Durante il suo ultimo anno guidò i suoi alla vittoria per 78-75 contro la Oak Hill Academy, che allora era considerata la squadra numero uno della nazione. La partita venne trasmessa in diretta dalla TV nazionale e per Oak Hill fu l'unica sconfitta della stagione. Rose concluse la gara con 28 punti, 9 assist e 8 rimbalzi. Giocò anche per il Team USA durante il Nike Hoop Summit.

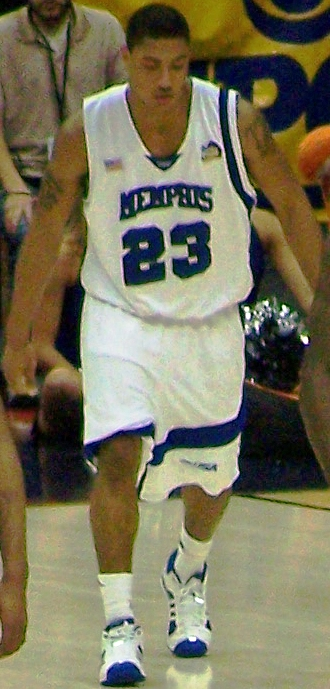
Rose ai tempi dell'Università di Memphis

### College
Rose accettò una borsa di studio da parte dell'Università di Memphis allenata da John Calipari. Derrick scelse i Tigers per via della loro grande storia e la prospettiva di essere allenato da Rod Strickland, ex giocatore con 17 anni di esperienza nella NBA. Approdato a Memphis decise di cambiare il suo numero da 25 a 23 in onore del suo idolo Michael Jordan.
I Tigers, con l'arrivo di Rose, in supporto ai veterani Joey Dorsey e Chris Douglas-Roberts, iniziarono la stagione con 26 vittorie consecutive, concludendo la regular season con 33 vittorie e 1 sola sconfitta. Derrick viaggiò con medie di 14,9 punti a partita, 4,7 assist e 4,5 rimbalzi. Nei play-off Memphis era la testa di serie a sud e approdò facilmente alle "final four". Rose venne elogiato per la sua maggiore attitudine difensiva. Nelle semifinali Memphis incontrò UCLA e Derrick realizzò 25 punti e catturò 9 rimbalzi. Nella finale per il titolo NCAA i Tigers si scontrarono con i Kansas Jayhawks, Rose segnò 17 punti con 6 rimbalzi e 6 assist ma la sua squadra perse l'incontro dopo un tempo supplementare per 75 a 68. Rose chiuse il torneo con una media di 20,8 punti, 6,5 rimbalzi e 6 assist e venne inserito nella miglior squadra delle "final four". Il 15 aprile si dichiarò eleggibile per il draft NBA 2008.

### NBA

#### Chicago Bulls (2008-2016)

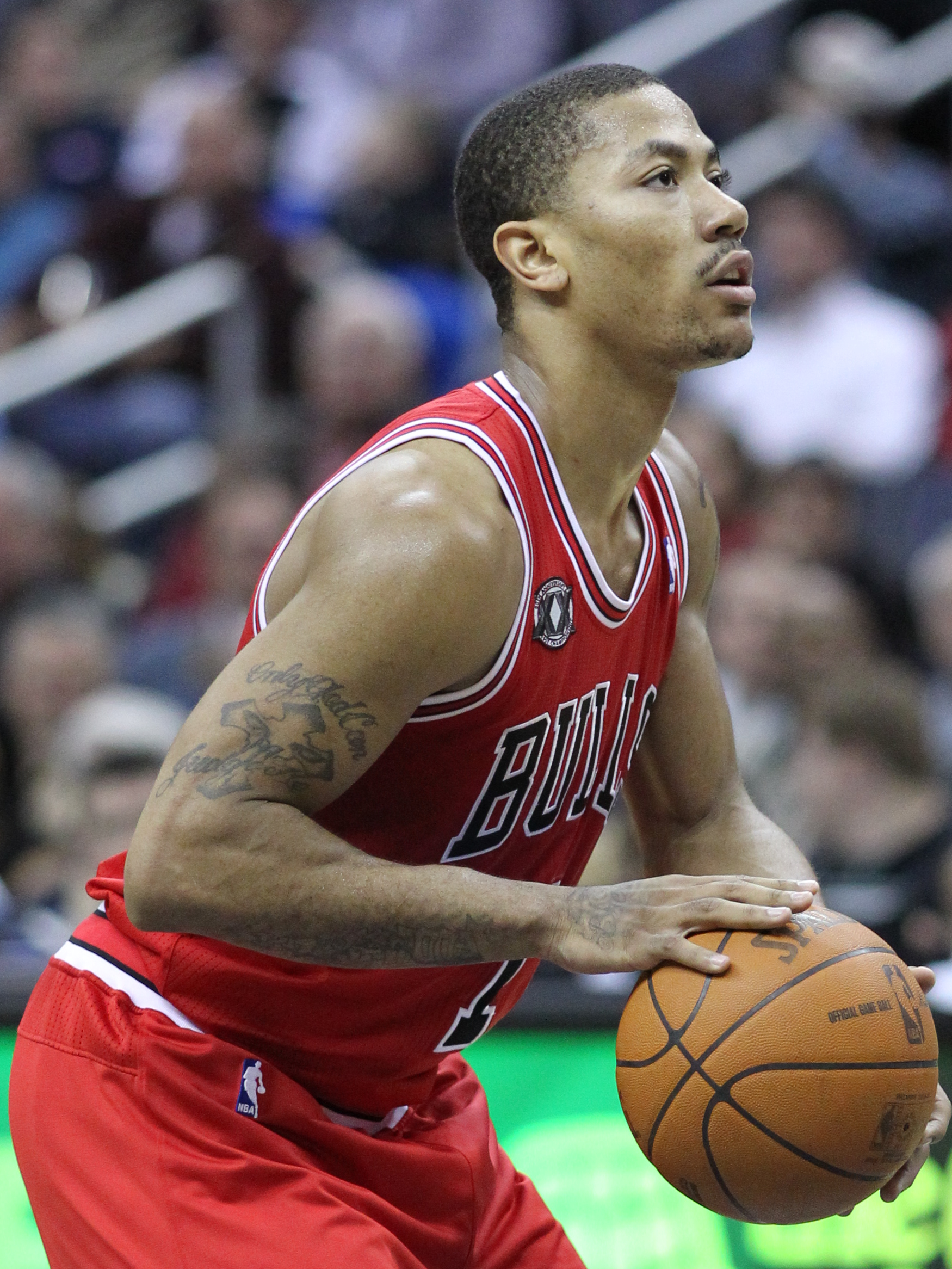
Rose effettua un tiro libero

Il 26 giugno 2008 in occasione del draft venne chiamato dai Chicago Bulls come prima scelta assoluta. A Chicago, nel ruolo di playmaker titolare, iniziò subito nel migliore dei modi e diventò il primo rookie dei Bulls a segnare 10 punti o più nelle prime 10 partite. Successivamente venne selezionato per far parte della squadra dei rookie alla Rookie Challenge. Poco dopo la conclusione della stagione regolare, il 23 aprile, vinse il premio di "Rookie of the year" della regular season. Inoltre, in gara-1 dei play-off, Rose trascinò i Bulls alla vittoria contro i Boston Celtics (105-103, solo dopo un tempo supplementare), con una prestazione da 36 punti, 11 assist e 4 rimbalzi, eguagliando così il record stabilito da Kareem Abdul-Jabbar di punti segnati da un rookie al debutto nei play-off.
Nei play-off incrementò gran parte delle sue statistiche, mantenendo per tutte e sette le partite giocate contro i Boston Celtics una media di 19,7 punti, 6,4 assist e 6,3 rimbalzi, non riuscendo però ad aiutare la squadra a qualificarsi per il secondo turno, finendo per perdere la decisiva gara-7, 99 a 109 a favore dei Celtics.

La sua stagione da sophomore iniziò in salita a causa di un infortunio ad una caviglia che influì negativamente sulle sue prestazioni, rallentando sensibilmente i suoi movimenti in entrambe le metà campo. Cercò comunque di giocare nonostante il dolore, fatto che aumentò il suo apprezzamento da parte della tifoseria. Durante la stagione saltò 4 partite per via di un infortunio al polso causato da uno scontro di gioco con il centro degli Orlando Magic Dwight Howard. A parte le iniziali difficoltà, Rose mostrò un miglioramento nel gioco dalla media distanza, rivelandosi un giocatore in grado di trascinare la squadra il che lo portò a partecipare per la sua prima volta all'All-Star Game. Successivamente riuscì a portare per la seconda volta consecutiva i Bulls ai play-off con un record di 41-41. Nei play-off si dimostrò un elemento fondamentale per la squadra mandando a referto nelle 5 gare giocate contro i Cleveland Cavaliers rispettivamente 28, 23, 31, 21 e 31 punti. Prestazioni che, tuttavia, non evitarono il 4-1 imposto da LeBron James e compagni.

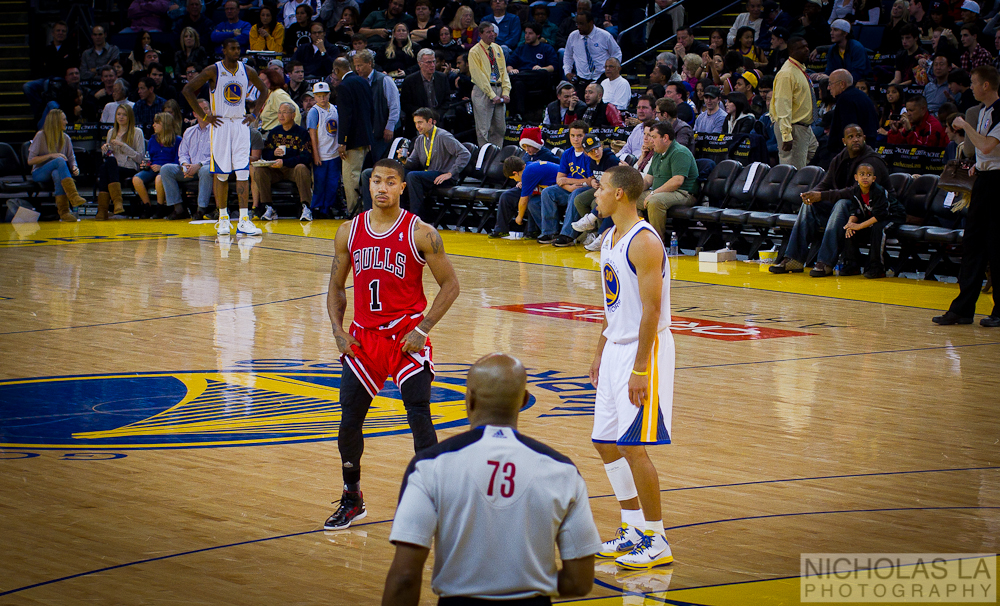
Rose e Stephen Curry

Nella stagione 2010-11 continuò a crescere la sua leadership nei Bulls migliorando tutte le sue statistiche rispetto alla stagione precedente: da 20,8 a 24,6 i punti, dal 26 al 38% la percentuale da tre punti, da 6 a 8 gli assist, da 3,8 a 4,6 i rimbalzi, dal 76% all'83% la percentuale nei tiri liberi. Batté anche il suo record di punti segnando 42 punti e distribuendo 8 assist nella vittoria dei Bulls ai danni dei San Antonio Spurs. Il 27 gennaio 2011 venne scelto come playmaker titolare nel quintetto base per l'All-Star Game 2011 di Los Angeles. È la prima volta dal 1998, dai tempi di Michael Jordan, che un giocatore dei Bulls parte titolare in un All-Star Game.
Le sue prestazioni durante la stagione portarono Chicago ad un record di 62-20, il migliore dell'intera lega, che gli varranno successivamente il titolo di MVP della stagione, diventando, a 23 anni non ancora compiuti, il più giovane della storia della NBA. Iniziò i playoff segnando 39 punti agli Indiana Pacers in gara-1 e totalizzandone 36 in gara-2, portando i suoi Bulls al secondo turno sul punteggio di 4-1. Qui incontrarono Atlanta, che nonostante la vittoria in gara-1 subì prima il pareggio con i 25 punti di Rose e poi il sorpasso dei Bulls con Rose autore di 44 punti e 10 assist, record personale ai play-off. La serie, vinta per 4-2, mandò i Bulls in finale di Conference contro i Miami Heat.
Dopo un avvio notevole, in cui vinse la prima partita 103-82, Chicago si arrese agli Heat in tutte le successive gare, anche grazie ad un'eccellente difesa su Rose da parte di LeBron James, finendo la serie con una sconfitta 4-1.

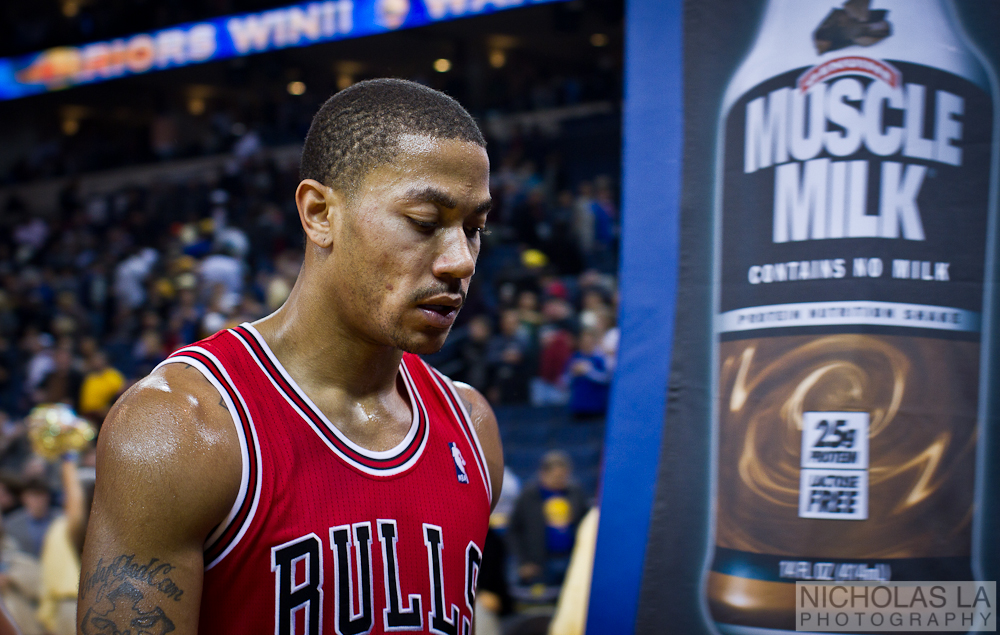
Rose nel dicembre 2011

Nella stagione 2011-12 venne inserito nel quintetto base della NBA Eastern Conference per l'edizione 2012 dell'NBA All-Star Game. Durante gara-1 dei play-off contro i Philadelphia 76ers, subì un infortunio al legamento crociato anteriore sinistro durante una penetrazione a canestro, terminando così anticipatamente la post-season.
Dopo le delusioni dell'anno precedente (i Bulls avevano terminato il proprio cammino contro Philadelphia al primo turno dei play-off), Derrick Rose lanciò degli spot pubblicitari con l'Adidas che mostravano le fasi di quello che sarebbe stato il più atteso rientro dell'anno. Tuttavia Rose non diede conferme sul suo ritorno, e a lungo andare la stagione regolare volse al termine senza che il playmaker di Chicago giocò una partita.

La stagione 2013-14 lo vide tornare in campo ma dopo sole 10 partite giocate, il 22 novembre 2013 durante la gara contro Portland, Rose riportò una lesione al menisco mediale del ginocchio destro, infortunio che lo tenne fuori per tutto il resto della stagione.

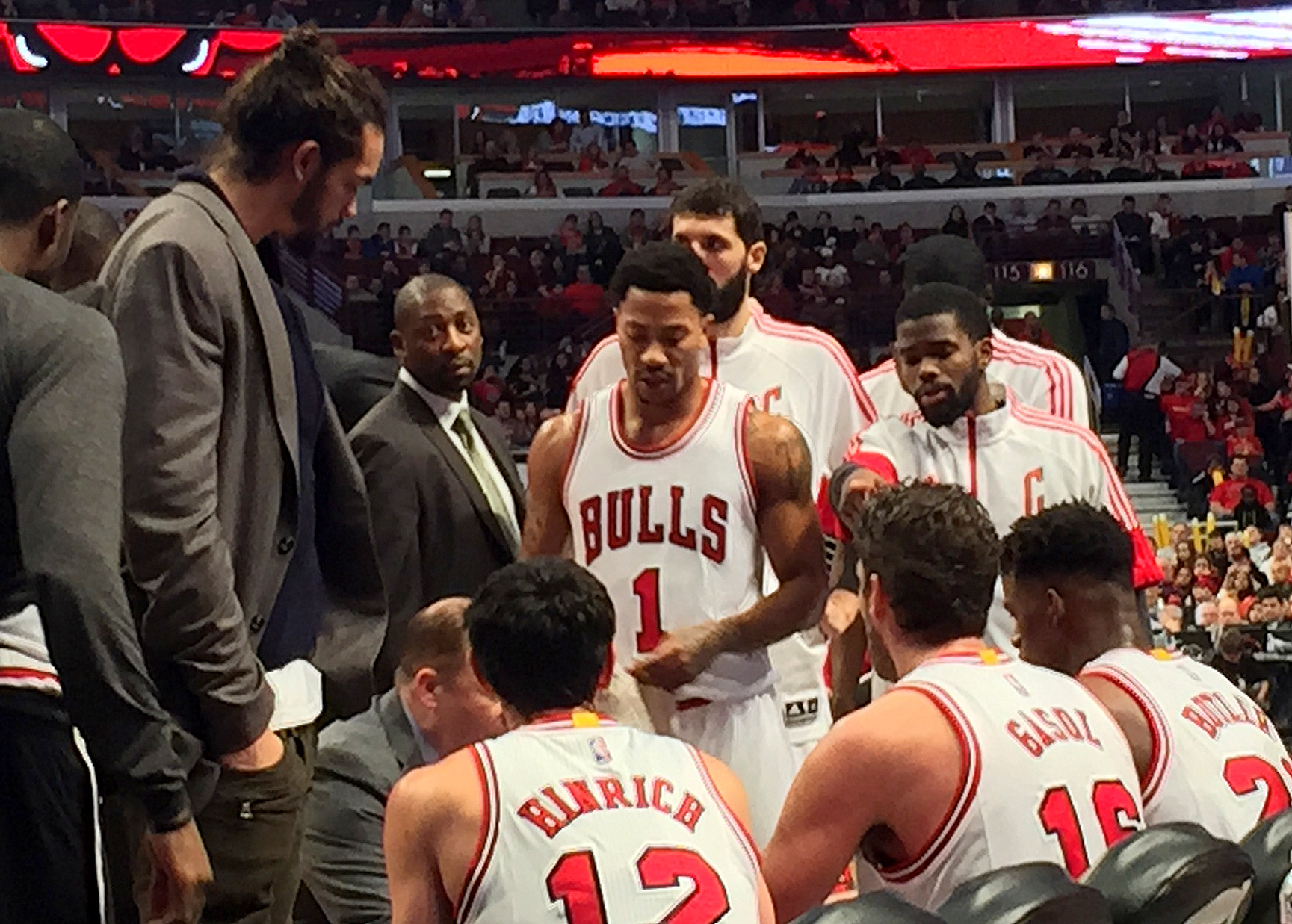
Rose durante un timeout contro gli Atlanta Hawks, nella stagione 2014-2015.

Nella stagione 2014-15 tornò a giocare ai Playoffs NBA, tre anni dopo la gara contro i Philadelphia 76ers; segnò 23 punti con 7 assist nella gara casalinga contro i Milwaukee Bucks, vinta dai suoi per 103-91. I suoi Bulls verranno comunque eliminati la serie seguente dai Cavaliers. In questa serie Rose realizzò, in gara 3, il buzzer-beater della vittoria portando i suoi sul 2-1. La squadra perse però le successive tre partite.
La stagione 2015-16 si aprì con un nuovo infortunio per Rose, che lo costrinse ad indossare una maschera protettiva per un mese. Anche a causa della scarsa vista, causata dall'infortunio, Rose disputò diverse partite sotto tono, a parte qualche raro sprazzo. Chiuse la stagione tenendo le medie di 16,4 punti, 4,7 assist e 3,4 rimbalzi a partita, tirando con il 42,7% dal campo e migliorando rispetto all'inizio dell'anno.

#### New York Knicks (2016-2017)
Il 22 giugno 2016 venne ceduto, insieme a Justin Holiday, ai New York Knicks in cambio di Robin Lopez, Jerian Grant e José Calderón. Rose registrò le medie più alte dal 2011-2012 (18 punti, 3,8 rimbalzi e 4,4 assist con il 47,1% al tiro), ma i New York Knicks non riuscirono a raggiungere i Playoff. Scaduto il contratto divenne free-agent, ricevendo offerte da Clippers, Bucks, Cavs e Lakers.

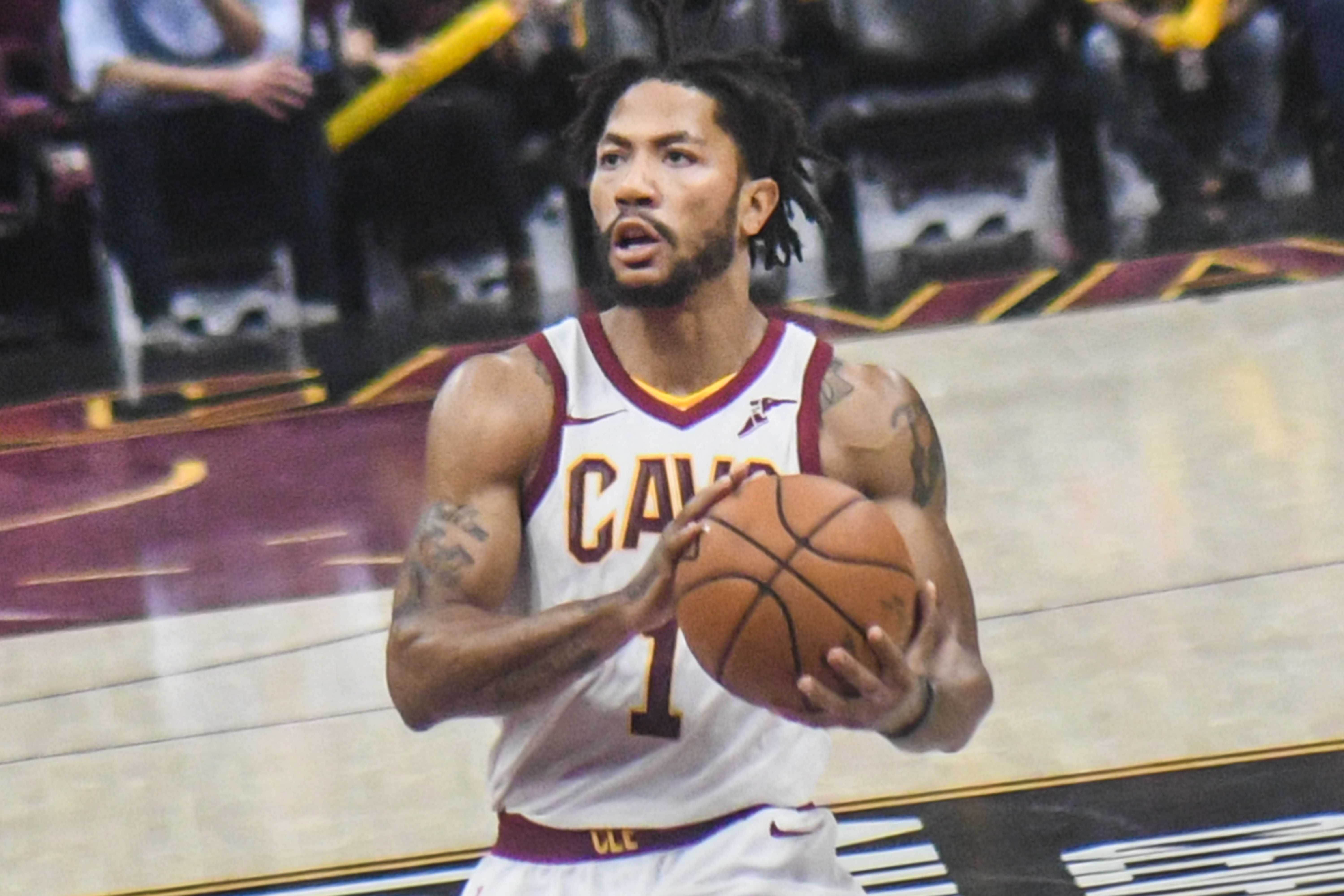
Rose con i Cleveland Cavaliers nel 2017

#### La parentesi ai Cleveland Cavaliers e l'approdo ai Minnesota Timberwolves (2017-2019)

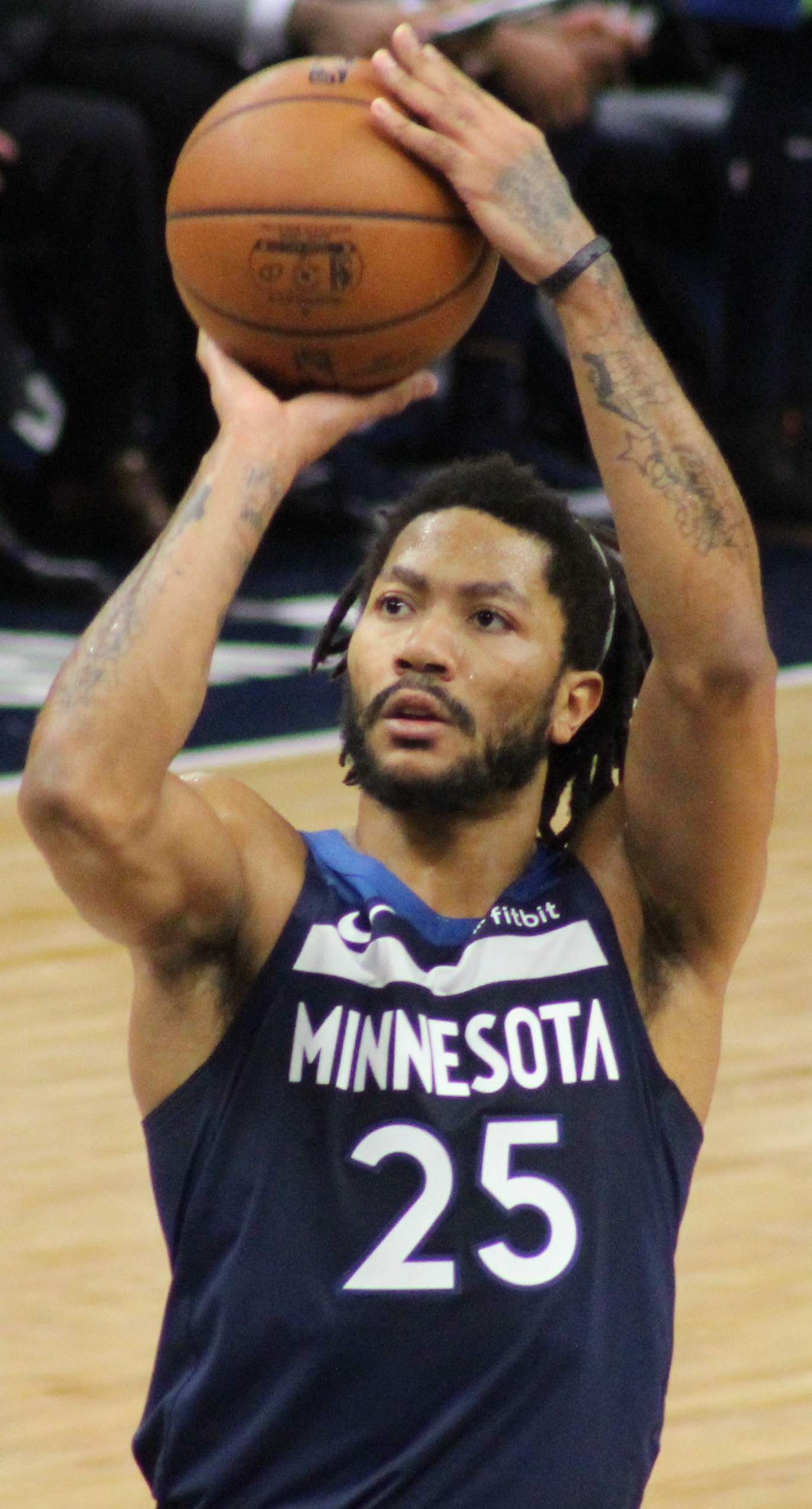
Rose ai Minnesota Timberwolves nel 2019

Dopo essersi incontrato prima con la dirigenza dei Lakers e poi con la dirigenza dei Cavs, Rose scelse questi ultimi, firmando un contratto annuale al minimo salariale (2,1 milioni di dollari). Venne scambiato assieme a Jae Crowder agli Utah Jazz in una trade che vide arrivare Rodney Hood dalla stessa Utah e George Hill dai Sacramento Kings; Rose venne in seguito tagliato dai Jazz.
Il 7 marzo 2018 firmò un contratto sino al termine della stagione coi Minnesota Timberwolves di Tom Thibodeau. Il 31 ottobre, nella sua prima partita da titolare della stagione, segnò un massimo in carriera di 50 punti contro gli Utah Jazz, portando la squadra alla vittoria per 128 a 125.

#### Detroit Pistons (2019-2021)
Il 7 luglio 2019 firmò con i Detroit Pistons; il 23 ottobre fece il suo debutto registrando 18 punti, tre rimbalzi e nove assist nella vittoria per 119-110 sugli Indiana Pacers. Divenne il primo giocatore nella storia dei Pistons a registrare sette partite consecutive segnando una media di almeno 20 punti partendo dalla panchina come riserva; la striscia si concluse in occasione di una partita contro i Denver Nuggets, nella quale subì un infortunio all'inguine. Dopo la convalescenza, Rose tornò a giocare segnando 31 punti nella vittoria contro i Phoenix Suns.

#### Il ritorno ai New York Knicks con Thibodeau, Memphis e il ritiro (2021-2024)
L'8 febbraio 2021 Rose venne ceduto ai Knicks, tornando così ad essere allenato per la terza volta in carriera da Thibodeau, sua guida quando vinse il premio di MVP nel 2011 a Chicago e che rilanciò il giocatore quando nel 2017 arrivò ai Minnesota Timberwolves. Nell’estate del 2021 firmò un contratto triennale da 43 milioni di dollari con i New York Knicks, legandosi alla franchigia della “Grande Mela”. Dopo una stagione ai Memphis Grizzlies, da sole 24 partite, chiuse con 8.0 punti, 1.9 rimbalzi e 3.3 assist, sceglie di ritirarsi il giorno 26 settembre 2024, appena dopo la sua richiesta di taglio. 

### Nazionale
Con la maglia della nazionale degli Stati Uniti, Rose ha partecipato ai campionati del mondo del 2010 in Turchia e del 2014 in Spagna, vincendo in entrambe le manifestazioni il titolo di campione del mondo.

## Statistiche
| * | Primo nella lega |

### High school
| 2003-04* | Simeon | 25  | 25  | 2,1 | 4,7 | 6,6 | 18,5 | —    |
| 2004-05  | Simeon | 35  | 35  | 2,4 | 5,1 | 8,3 | 19,8 | 50,0 |
| 2005-06  | Simeon | 37  | 37  | 2,6 | 5,4 | 8,7 | 20,1 | 57,0 |
| 2006-07  | Simeon | 35  | 35  | 3,4 | 9,1 | 8,8 | 25,2 | 59,0 |
| Carriera |        | 132 | 132 | 2,7 | 6,2 | 8,2 | 21,1 | —    |

### NCAA
| Anno      | Squadra        | PG | PT | MP   | TC%  | 3P%  | TL%  | RP  | AP  | PRP | SP  | PP   |
| --------- | -------------- | -- | -- | ---- | ---- | ---- | ---- | --- | --- | --- | --- | ---- |
| 2007-2008 | Memphis Tigers | 40 | 40 | 29,2 | 47,7 | 33,7 | 71,2 | 4,5 | 4,7 | 1,2 | 0,4 | 14,9 |
| Carriera  | Carriera       | 40 | 40 | 29,2 | 47,7 | 33,7 | 71,2 | 4,5 | 4,7 | 1,2 | 0,4 | 14,9 |

#### Massimi in carriera
- Massimo di punti: 50 vs Utah Jazz (29 ottobre 2018)[21]
- Massimo di rimbalzi: 10 vs Southern California (4 dicembre 2007)
- Massimo di assist: 12 vs Austin Peay (27 novembre 2007)
- Massimo di palle rubate: 4 vs Tennessee (23 febbraio 2008)
- Massimo di stoppate: 2 (2 volte)
- Massimo di minuti giocati: 45 vs Kansas (7 aprile 2008)

### NBA

#### Regular Season
| Anno      | Squadra             | PG  | PT  | MP   | TC%  | 3P%  | TL%  | RP  | AP  | PRP | SP  | PP   |
| --------- | ------------------- | --- | --- | ---- | ---- | ---- | ---- | --- | --- | --- | --- | ---- |
| 2008-2009 | Chicago Bulls       | 81  | 80  | 37,0 | 47,5 | 22,2 | 78,8 | 3,9 | 6,3 | 0,8 | 0,2 | 16,8 |
| 2009-2010 | Chicago Bulls       | 78  | 78  | 36,8 | 48,9 | 26,7 | 76,6 | 3,8 | 6,0 | 0,7 | 0,3 | 20,8 |
| 2010-2011 | Chicago Bulls       | 81  | 81  | 37,4 | 44,5 | 33,2 | 85,8 | 4,1 | 7,7 | 1,0 | 0,6 | 25,0 |
| 2011-2012 | Chicago Bulls       | 39  | 39  | 35,3 | 43,5 | 31,2 | 81,2 | 3,4 | 7,9 | 0,9 | 0,7 | 21,8 |
| 2012-2013 | Chicago Bulls       | -   | -   | -    | -    | -    | -    | -   | -   | -   | -   | -    |
| 2013-2014 | Chicago Bulls       | 10  | 10  | 31,1 | 35,4 | 34,0 | 84,4 | 3,2 | 4,3 | 0,5 | 0,1 | 15,9 |
| 2014-2015 | Chicago Bulls       | 51  | 51  | 30,0 | 40,5 | 28,0 | 81,3 | 3,2 | 4,9 | 0,7 | 0,3 | 17,7 |
| 2015-2016 | Chicago Bulls       | 66  | 66  | 31,8 | 42,7 | 29,3 | 79,3 | 3,4 | 4,7 | 0,7 | 0,2 | 16,4 |
| 2016-2017 | N.Y. Knicks         | 64  | 64  | 32,5 | 47,1 | 21,7 | 87,4 | 3,8 | 4,4 | 0,7 | 0,3 | 18,0 |
| 2017-2018 | Cleveland Cavaliers | 16  | 7   | 19,3 | 43,9 | 25,0 | 85,4 | 1,8 | 1,6 | 0,2 | 0,3 | 9,8  |
| 2017-2018 | Minnesota T'wolves  | 9   | 0   | 12,4 | 42,6 | 16,7 | 100  | 0,7 | 1,2 | 0,4 | 0,0 | 5,8  |
| 2018-2019 | Minnesota T'wolves  | 51  | 13  | 27,3 | 48,2 | 37,0 | 85,6 | 2,7 | 4,3 | 0,6 | 0,2 | 18,0 |
| 2019-2020 | Detroit Pistons     | 50  | 15  | 26,0 | 49,0 | 30,6 | 87,1 | 2,4 | 5,6 | 0,8 | 0,3 | 18,1 |
| 2020-2021 | Detroit Pistons     | 15  | 0   | 22,8 | 42,9 | 33,3 | 84,0 | 1,9 | 4,2 | 1,2 | 0,3 | 14,2 |
| 2020-2021 | N.Y. Knicks         | 35  | 3   | 26,8 | 48,7 | 41,1 | 88,3 | 2,9 | 4,2 | 0,9 | 0,4 | 14,9 |
| 2021-2022 | N.Y. Knicks         | 26  | 4   | 24,5 | 44,5 | 40,2 | 96,8 | 3,0 | 4,0 | 0,8 | 0,5 | 12,0 |
| 2022-2023 | N.Y. Knicks         | 27  | 0   | 12,5 | 38,4 | 30,2 | 91,7 | 1,5 | 1,7 | 0,3 | 0,2 | 5,6  |
| 2023-2024 | Memphis Grizzlies   | 24  | 7   | 16,6 | 46,1 | 36,6 | 88,9 | 1,9 | 3,3 | 0,3 | 0,1 | 8,0  |
| Carriera  | Carriera            | 723 | 518 | 30,5 | 45,6 | 31,6 | 83,1 | 3,2 | 5,2 | 0,7 | 0,3 | 17,4 |
| All-Star  | All-Star            | 3   | 2   | 21,0 | 51,7 | 66,7 | 50,0 | 1,3 | 4,0 | 1,3 | 0,0 | 11,0 |

#### Play-off
| Anno     | Squadra            | PG | PT | MP    | TC%  | 3P%   | TL%  | RP  | AP  | PRP | SP  | PP   |
| -------- | ------------------ | -- | -- | ----- | ---- | ----- | ---- | --- | --- | --- | --- | ---- |
| 2009     | Chicago Bulls      | 7  | 7  | 44,7  | 49,2 | 0,0   | 80,0 | 6,3 | 6,4 | 0,6 | 0,7 | 19,7 |
| 2010     | Chicago Bulls      | 5  | 5  | 42,4* | 45,6 | 33,3  | 81,8 | 3,4 | 7,2 | 0,8 | 0,0 | 26,8 |
| 2011     | Chicago Bulls      | 16 | 16 | 40,6  | 39,6 | 24,8  | 82,8 | 4,3 | 7,7 | 1,4 | 0,7 | 27,1 |
| 2012     | Chicago Bulls      | 1  | 1  | 37,0  | 39,1 | 50,0  | 100  | 9,0 | 9,0 | 1,0 | 1,0 | 23,0 |
| 2015     | Chicago Bulls      | 12 | 12 | 37,8  | 39,6 | 34,8  | 89,7 | 4,8 | 6,5 | 1,2 | 0,5 | 20,3 |
| 2018     | Minnesota T'wolves | 5  | 0  | 23,8  | 50,9 | 70,0* | 85,7 | 1,8 | 2,6 | 0,4 | 0,0 | 14,2 |
| 2021     | N.Y. Knicks        | 5  | 3  | 35,0  | 47,6 | 47,1  | 100  | 4,0 | 5,0 | 0,4 | 0,2 | 19,4 |
| 2023     | N.Y. Knicks        | 1  | 0  | 3,0   | 0,0  | 0,0   | -    | 0,0 | 1,0 | 0,0 | 0,0 | 0,0  |
| Carriera | Carriera           | 52 | 44 | 37,7  | 42,6 | 32,2  | 84,5 | 4,3 | 6,3 | 0,9 | 0,5 | 21,9 |

#### Massimi in carriera
- Massimo di punti: 50 vs Utah Jazz (31 ottobre 2018)[22]
- Massimo di rimbalzi: 12 (2 volte)
- Massimo di assist: 17 vs Milwaukee Bucks (26 marzo 2011)
- Massimo di palle rubate: 6 vs New York Knicks (25 dicembre 2010)
- Massimo di stoppate: 3 (9 volte)
- Massimo di minuti giocati: 59 vs Boston Celtics (30 aprile 2009)

## Palmarès

### Individuale

#### Premi NBA
- MVP della regular season: 1

2011
- Rookie dell'anno: 1

2009

#### All-Star Game
- Partecipazioni all'All-Star Game: 3

2010, 2011, 2012

#### All-NBA
- All-NBA First Team: 1 selezione

2011
- NBA All-Rookie Team: 1 selezione

2009